# Пацкуаро
Пацкуаро — город и муниципалитет в мексиканском штате Мичоакан. Город был основан в 1320-х годах и первоначально являлся столицей империи пурепечей, а затем её церемониальным центром. После прибытия испанцев Васко де Кироса сделал Пацкуаро административной столицей провинции Мичоакан в колониальной Новой Испании, но после его смерти столица была перемещена в близлежащий Вальядолид (ныне Морелия). С тех пор Пацкуаро сохранил свой колониальный и индейский облик, и был объявлен одним из 111 «Pueblos Mágicos» правительством Мексики. Город и прилегающий к нему озёрный район известны как одно из самых популярных мест проведения праздника День мёртвых в Мексике.

## Этимология
Существует несколько версий перевода названия «Пацкуаро». Одна из них — от слова *фаскуаро*, что может означать «место, окрашенное в чёрный цвет»; либо *пататцекуаро*, то есть «место оснований». Другой возможный вариант — *петатцимíкуаро*, что значит «место тростника». Также название могло означать «радостное место» или «сиденье храмов». В 1553 году город получил герб от Карла V Испанского.

## История
Единственными историческими документами о происхождении Пацкуаро являются данные из работы «Реляция Мичоакана», написанной в 1539—1541 годах во времена вице-короля Антонио де Мендоса. В ней говорится, что два вождя, Парауме и Вапеани, прибыли в область, которая тогда называлась Таримичундиро, со своим племенем чичимеков. Здесь они начали строить свои храмы, называемые «cue», установив четыре больших камня рядом друг с другом. Хотя точная дата не указана, так как смерть обоих вождей произошла в 1360 году, считается, что основание города относится примерно к 1324 году.

## География
Пацкуаро расположен на южной оконечности озера Пацкуаро, которое имеет важное экономическое и культурное значение для города. Озеро связано с несколькими островами, наиболее известным из которых является Ханичио, где находится 40-метровая статуя Хосе Мариа Морелоса на вершине холма. Под статуей находятся фрески, посвящённые жизни этого героя Мексики.

## Архитектура и городская среда

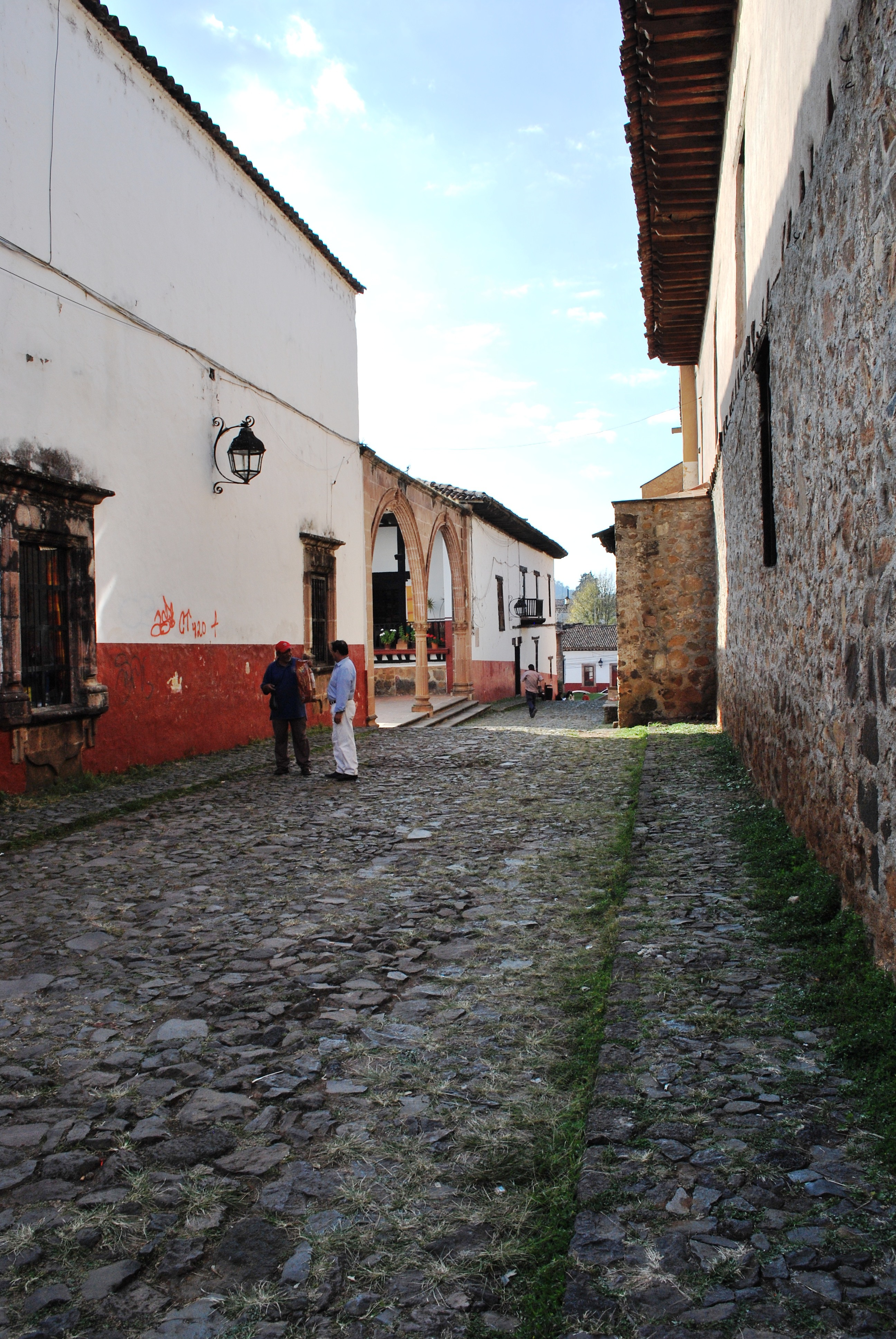
Улица перед домом Casa de los Once Patios

Со времён Мексиканской революции Пацкуаро старается сохранять свой традиционный колониально-индийский облик. В отличие от столицы штата, дома в Пацкуаро строятся из адобе (саманного кирпича) и/или дерева и имеют черепичные крыши. Булыжные мостовые покрывают центральные улицы города, спускающиеся к озеру.
Город наполнен магазинами и торговыми точками, предлагающими широкий ассортимент ремёсел, часто ярко раскрашенных. Пацкуаро является торговым центром региона, где деревни привозят свои изделия — медная посуда, чёрная гончарная керамика, музыкальные инструменты, корзины и др. Среди местной кухни популярны: - Тамалес или учепос с рыбой, - суп тараска, - красный позоле, - атоле, - блюда из форели, - прохладительные напитки на основе кукурузы.

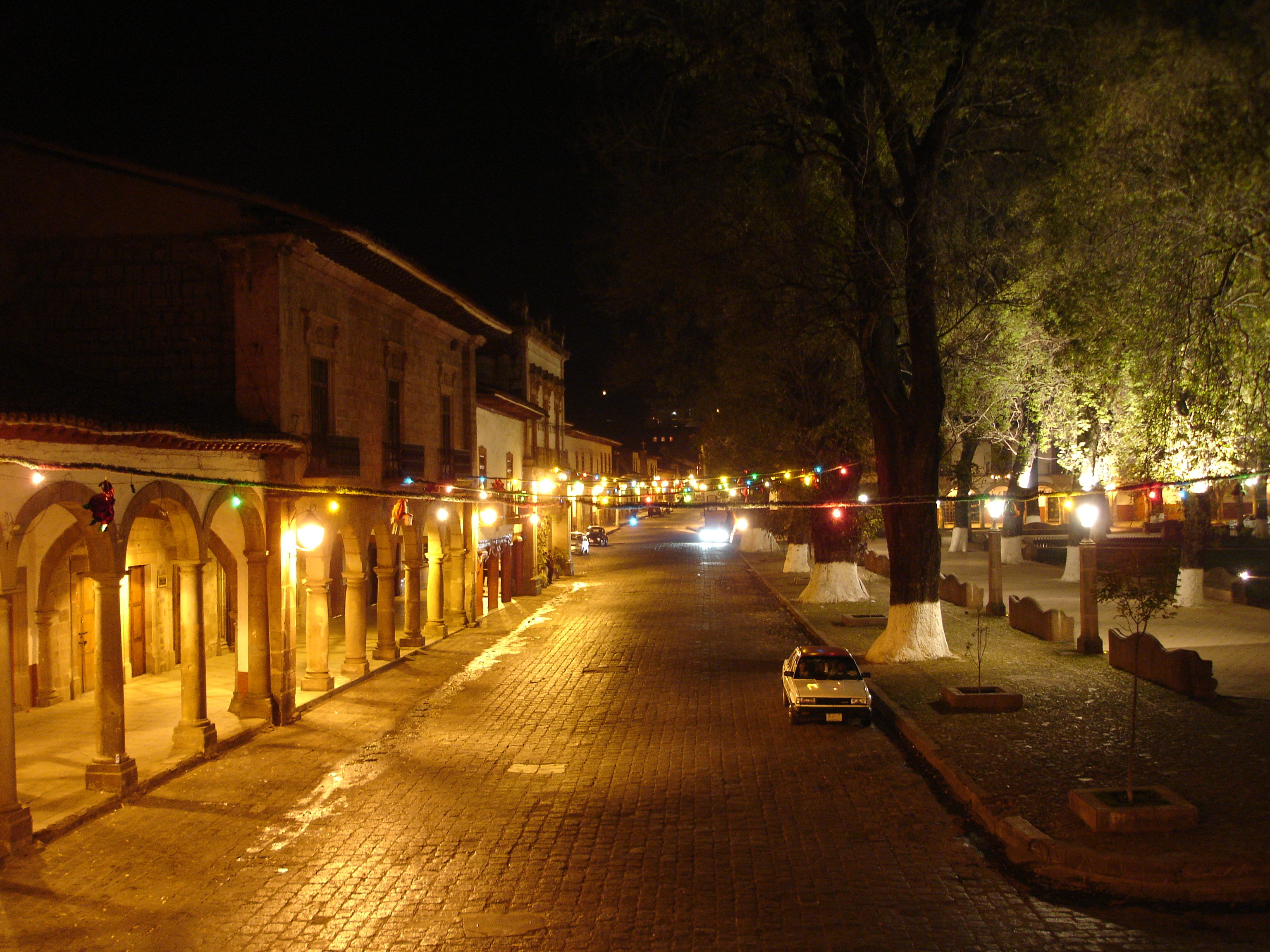
Улица рядом с главной площадью

Дворы и балконы жилых домов почти всегда украшены цветущими растениями. Это давняя традиция Пацкуаро, при которой жители делятся советами и растениями, иногда даже выращивают новые сорта. Самые распространённые цветы — бегонии, особенно пышно цветущие в июле–сентябре. Также можно встретить: - герани, - мальву, - бугенвиллею, - тигровую лилию, - ноготки (*Tagetes lucida*), - азалии, - гортензии, - розы, - кактусы и другие виды.
Некоторые выращивают лекарственные и пряные травы: алоэ, ромашку, мяту, базилик и др.
Центральная площадь называется Площадь Васко де Кироса (Plaza Vasco de Quiroga), или просто Большая площадь (Plaza Grande). Учитывая размеры города, она очень велика. Площадь была названа в честь епископа Васко де Кироса в 1964 году, когда в её центре установили фонтан с бронзовой статуей епископа. Эта скульптура выполнена коста-риканским художником Франсиско Суньига.
Площадь окружена старыми деревьями и особняками эпохи колонии. В отличие от большинства других городов Мексики, главный храм не выходит на эту площадь.
Ремёсла представлены по всему городу, но особенно много их на главной площади. Здесь можно найти множество магазинов, торгующих разнообразными изделиями: - деревянные статуи и мебель, - ярко раскрашенные акценты с изображением цветов и животных, - яркие ткани, скатерти, покрывала, полотенца, - деревянные фигуры и религиозное искусство, - глиняные таблички и горшки, - полированные деревянные коробки и гитары, - рамки для картин, - шерстяные одеяла, - медные вазы и подносы, - плетёные изделия, - свечи с резьбой и ароматизированные свечи.
Многие товары выставлены в магазинах, встроенных в здания вокруг площади, а внутри этих зданий — ещё больше товаров.

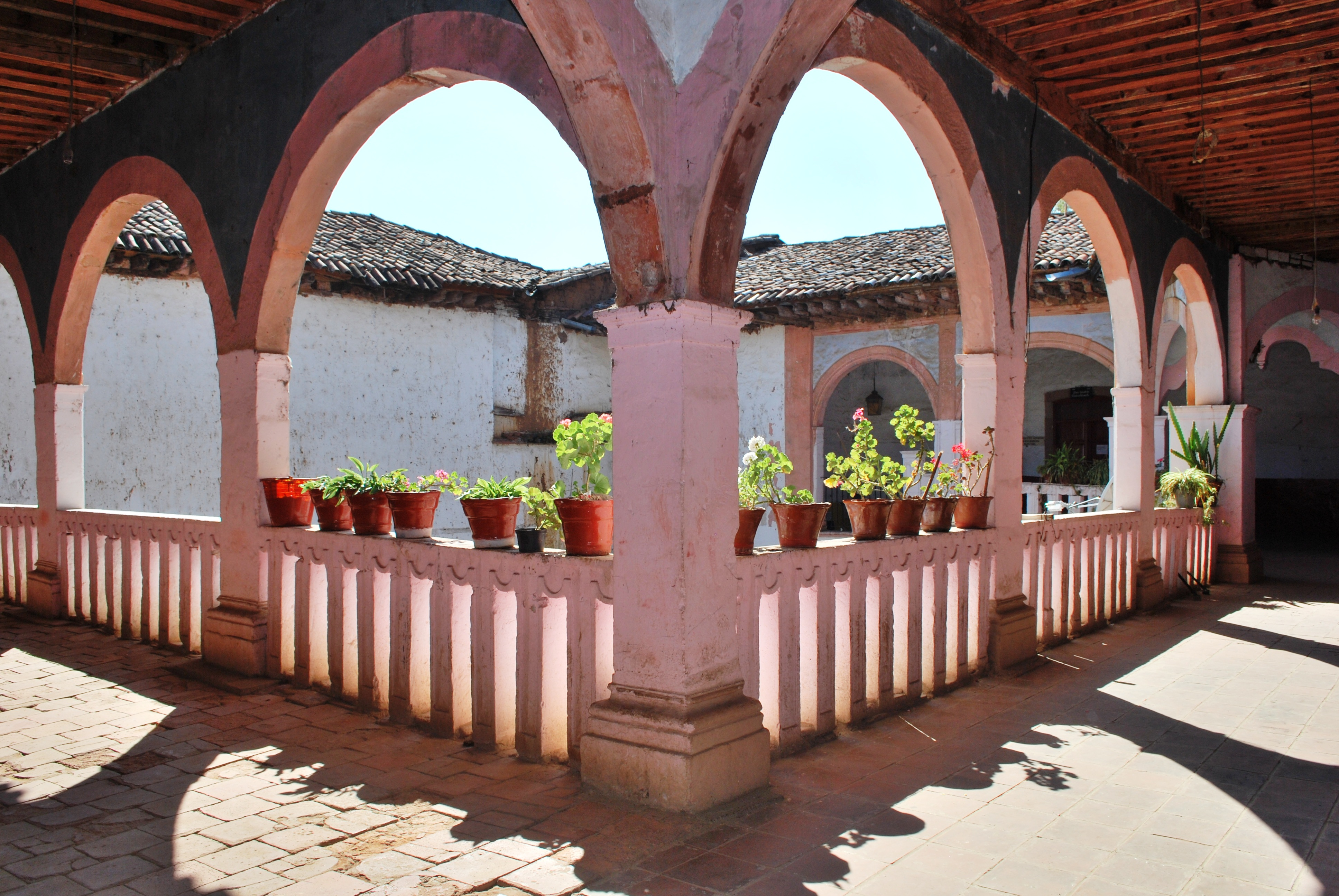
Верхний этаж дворца

Перед главной площадью находится дворец Уицсименгари Как и большинство зданий города, он сделан из саманного кирпича и имеет черепичную крышу. Этот дворец принадлежал Антонио де Уицсименгари, сыну последнего правителя пурепечей — казонси, и крестнику первого вице-короля Новой Испании Антонио де Мендоса. Здание двухэтажное, с лаконичным фасадом, внутренний двор окружен круглыми арками и заполнен цветами.
На втором этаже стоит статуя собаки — отсылка к имени Уицсименгари, которое в мифологии пурепечей связано со служащей на небесах собакой. Такой мотив повторяется на некоторых дверях внутри.

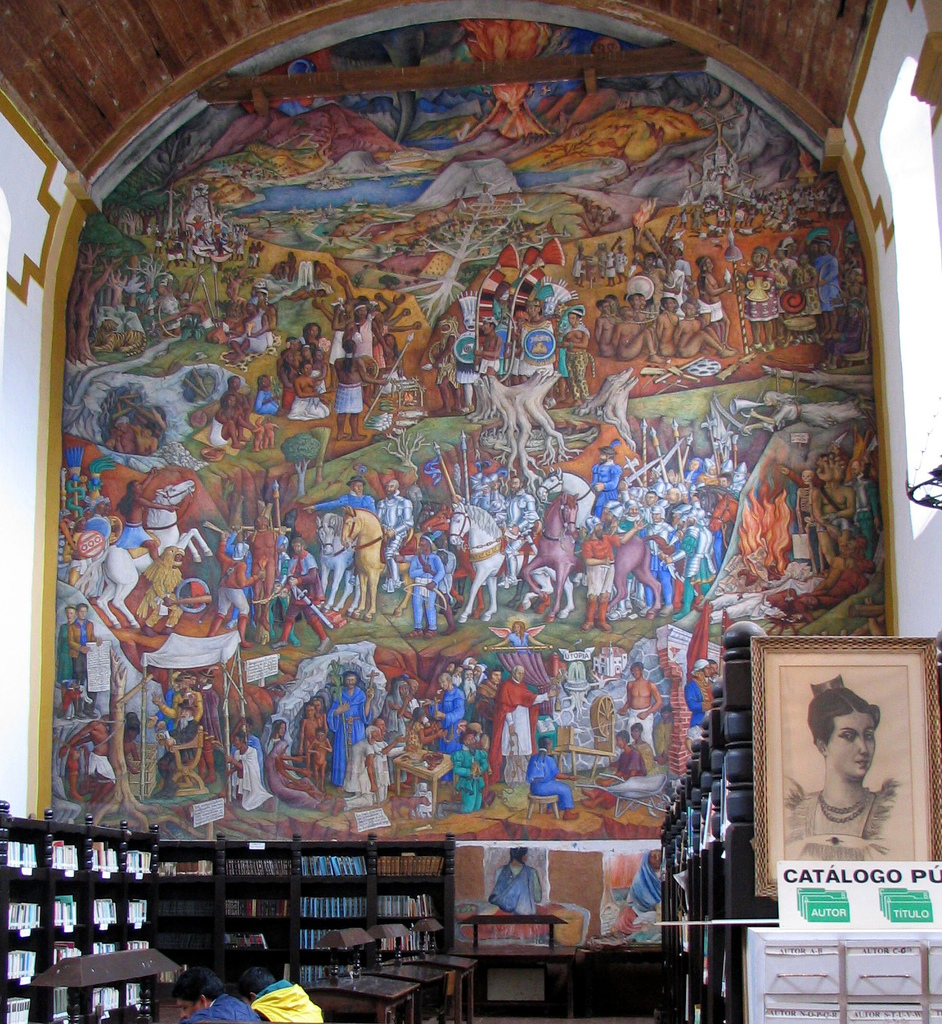
Мурал Хуана О’Гормана в библиотеке

Один квартал к северу от площади Васко де Кироса расположена площадь Гертрудис Боканегра (Plaza Gertrudis Bocanegra), также известная как Малая площадь (Plaza Chica). На этой площади сосредоточены рынки с товарами из шерсти, кухонной утвари, гончарными и медными изделиями, а также предметами из соломы и тростника.
Каждую пятницу здесь проводится базар, заполняющий улицы и проходы. Во время праздников, таких как День мёртвых, рынок может распространиться и на другие площади города. Рядом с этой площадью находится бывший храм Сан-Агустин, основанный в XVI веке. Сейчас там расположена библиотека Гертрудис Боканегра. В библиотеке находится мурал Хуана О'Гормана, повествующий об истории штата Мичоакан.

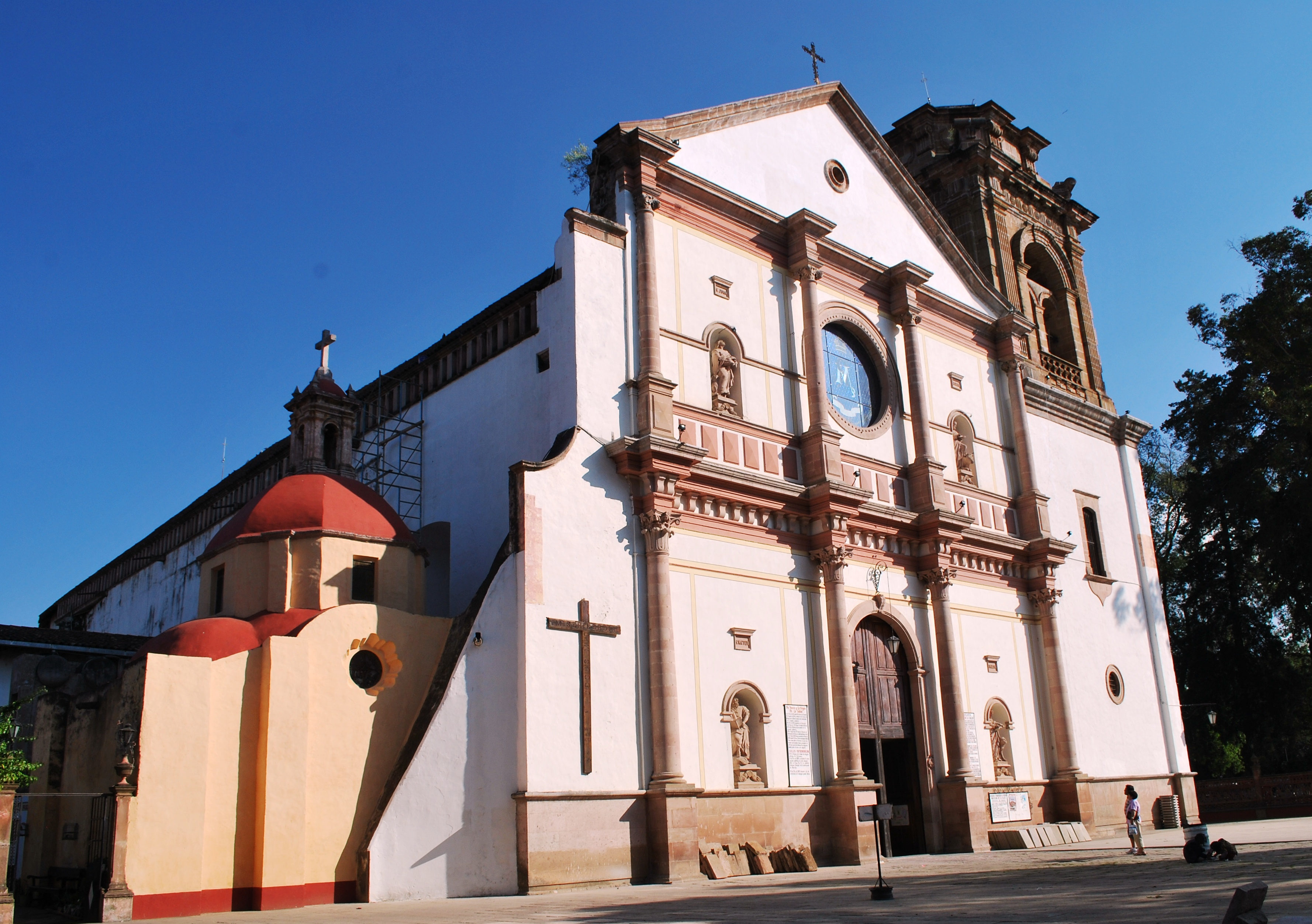
Фасад базилики

Через два квартала на восток от малой площади расположен самый важный храм Пацкуаро — базилика Нuestra Señora de la Salud (Богоматери Здоровья). Эта церковь была построена Васко де Киросой над доиспанским церемониальным комплексом и служила кафедральным собором Мичоакана. Первоначальный проект был амбициозным — пять нефов вокруг купола, но испанская корона сочла его чрезмерным, поэтому построили только один неф. Храм служил кафедральным до 1850 года, после чего функция перешла во Вальядолид (ныне Морелия). В 1924 году церковь получила звание базилики.
Фасады были изменены в конце XIX века, поэтому сейчас храм имеет неоклассический стиль. Внутри потолок оформлен так, будто он сводчатый, хотя на самом деле это плоский потолок. Главная икона — образ Девы Непорочной Концепции, первоначально находившийся в госпитале Санта-Марта. Теперь этот образ известен как "Нuestra Señora de la Salud" (Богоматерь Здоровья) и изготовлен из смеси стеблей кукурузы и мёда, созданной в XVI веке. Здесь же покоятся останки Васко де Кироса. Базилика посещается ежедневно, особенно 8 числа каждого месяца, когда совершается поклонение покровительнице региона.

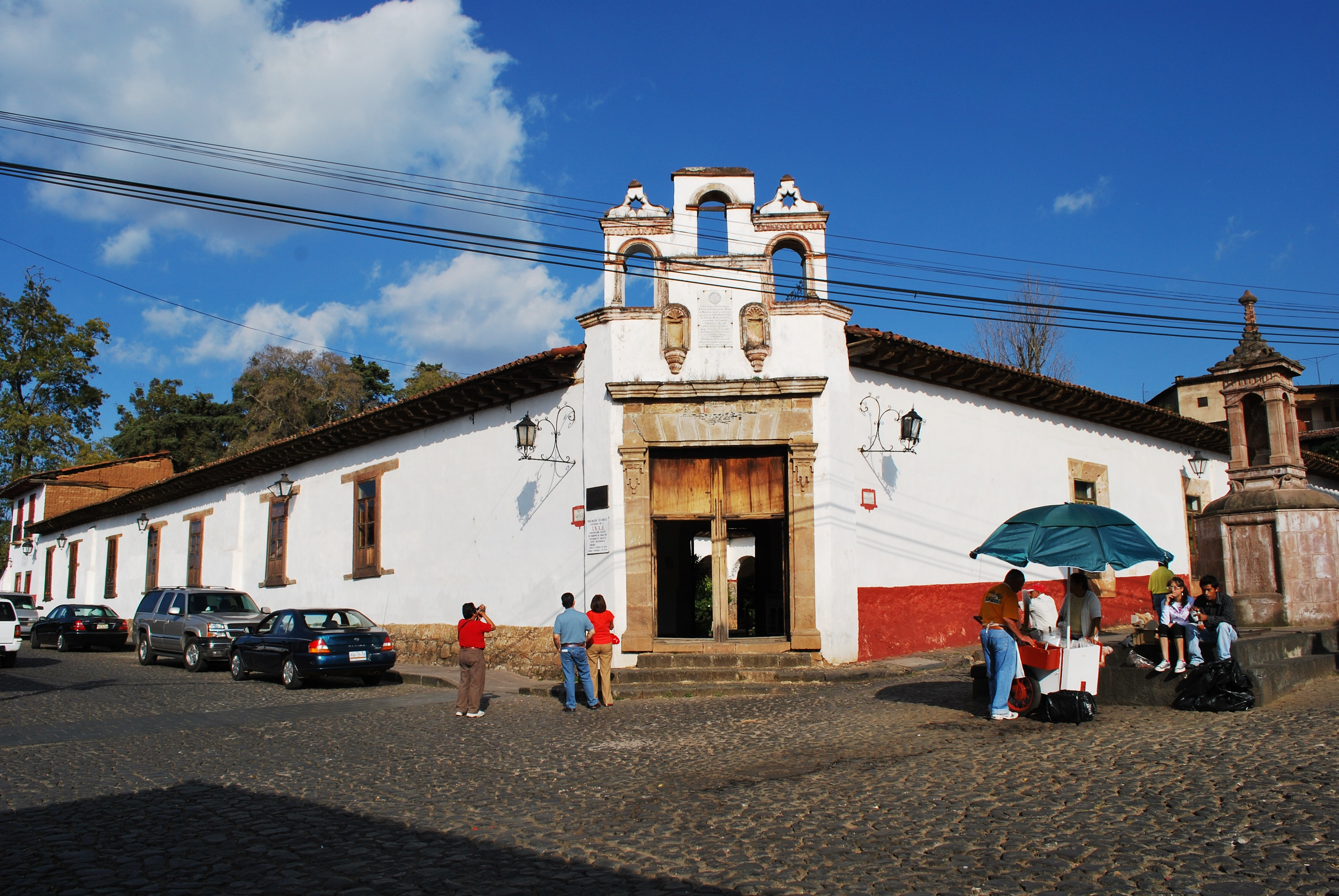
Фасад Музея народного искусства

Музей народного искусства и ремёсел (Museo de Artes e Industrias Populares) расположен южнее базилики. Здание было возведено в XVI веке как **колледж Сан-Николаса** по инициативе Васко де Кироса для подготовки священников и обучения детей чтению и письму. После перевода колледжа во Вальядолид в 1580 году здание отдали иезуитам, основавшим школу для девочек — колледж святой Екатерины. Сегодня в нём одна из крупнейших коллекций лакированных изделий, моделей и других народных поделок.

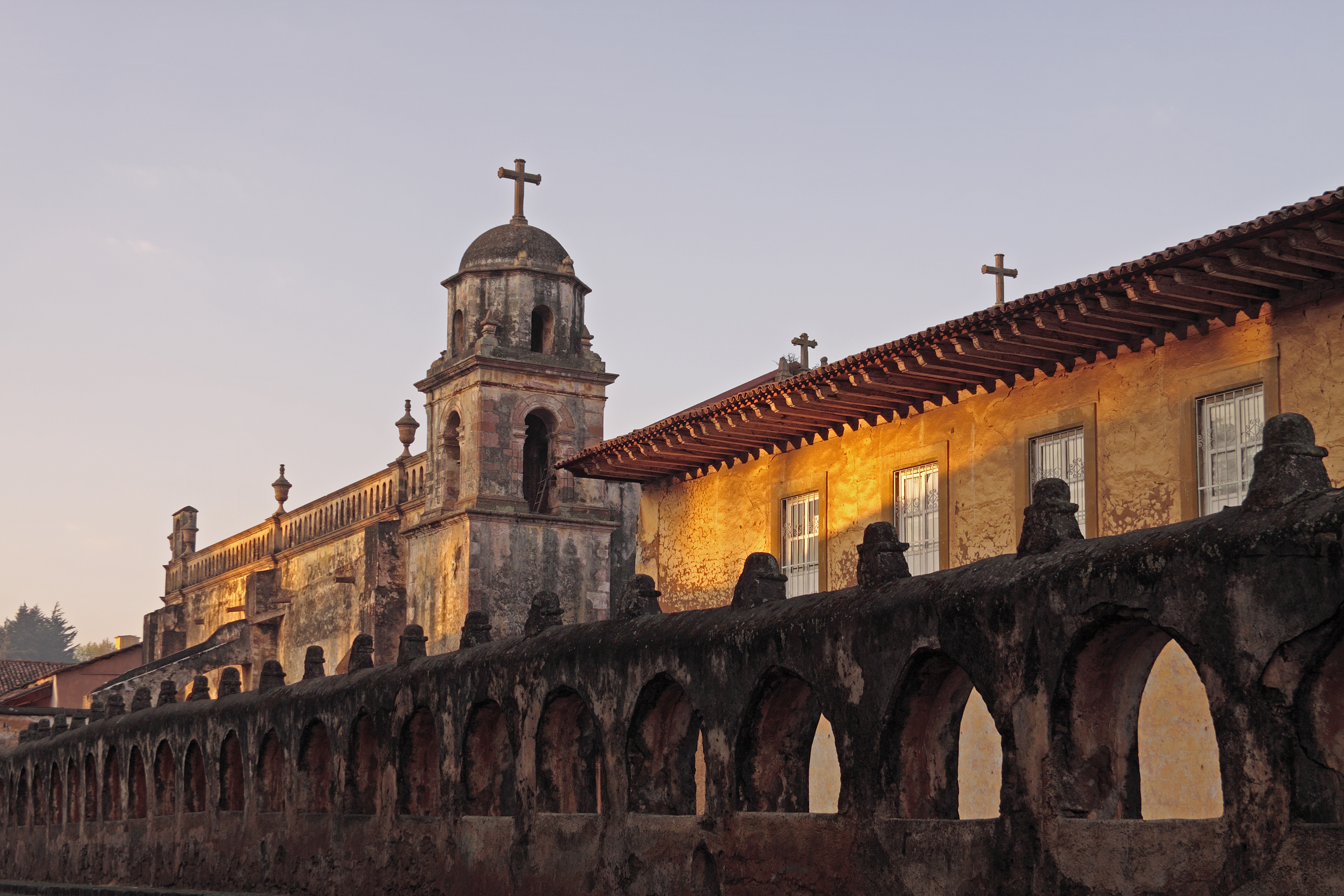
Храм Саграрио

Храм Саграрио (Temple Sagrario) начали строить в 1693 году, а завершили ровно через два столетия. Поэтому в нём сочетаются несколько архитектурных стилей. Интерьер выполнен в стиле неоклассицизма, паркетные полы сохранились с момента постройки. Алтарь выполнен в стиле **чурригереск**, а на западной стене — часовня, посвящённая Деве Долорес на алтаре в стиле барокко. Эти элементы — единственные своего типа в Пацкуаро. С 1924 года здание служит святилищем Богоматери Здоровья.

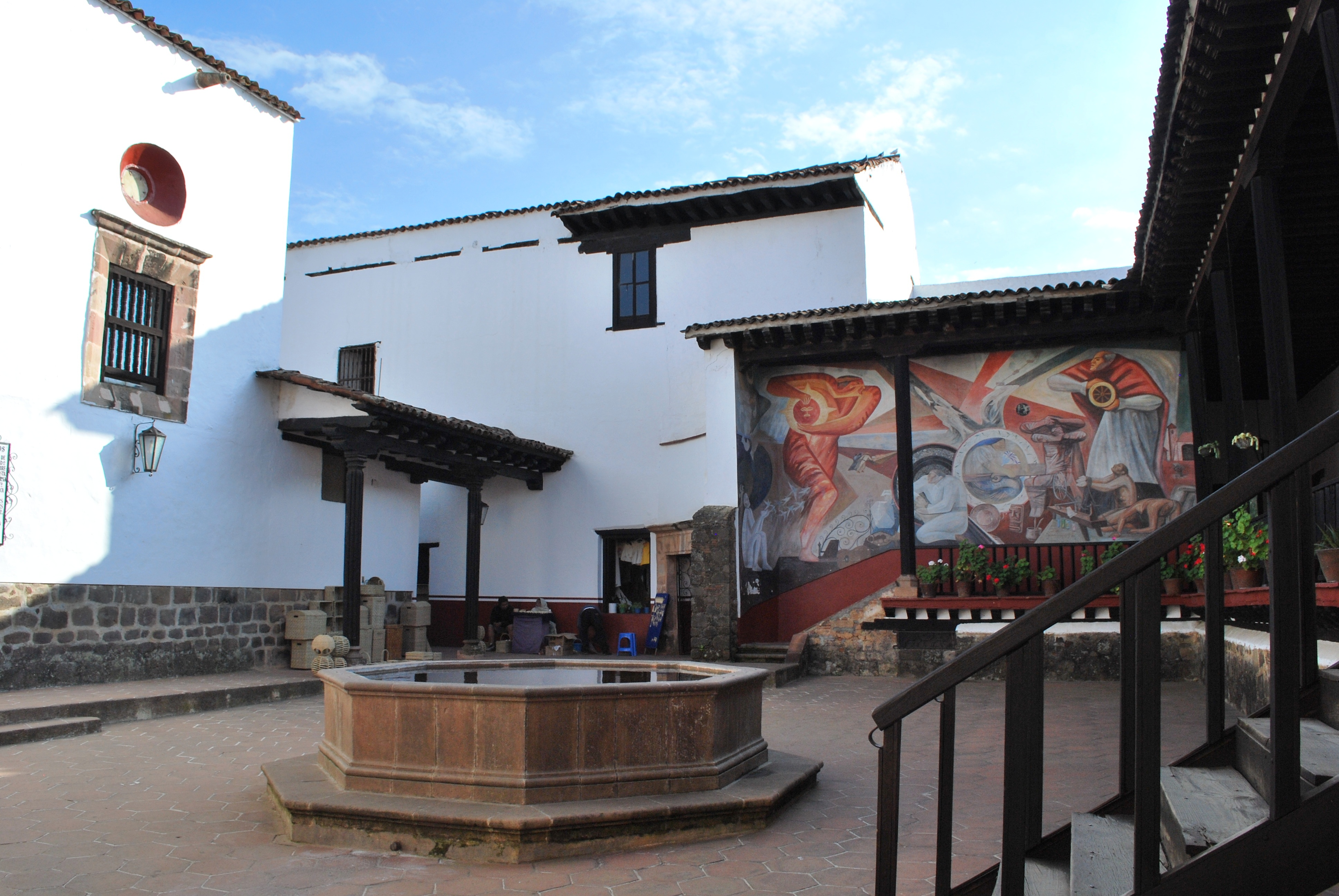
Входной дворец Casa de los Once Patios

Дом Одиннадцати двориков (Casa de los Once Patios) был построен в 1742 году для доминиканских монахинь ордена святой Екатерины Сиенской. Со временем монастырь расширялся за счёт покупки соседних домов, поэтому комплекс имел одиннадцать дворов, а теперь всего пять. На западной стороне, в самой древней части здания, находится фонтан и портал в стиле барокко, ведущий в комнату с редкой роскошью того времени — ванной с горячей и холодной водой.
В 1960-х годах здание было отреставрировано и стало использоваться как мастерские и торговые точки местных умельцев. Там создаются платки и лакированные изделия. Позади дома находится источник Сан-Мигель. По легенде, дьявол мешал женщинам набирать воду, и чтобы от него избавиться, Васко де Кироса поместил там изображение архангела Михаила.
Церковь Сан-Игнасио де Лойола (Templo de San Ignacio de Loyola), более известная как храм Компании Иисуса (Templo de la Compañía de Jesús), считается одной из самых значимых религиозных построек города. Фасад выполнен в сдержанном стиле барокко, разделён на панели, характерные для этого региона. Внутри — ценные религиозные картины, такие как серия ангелов, а также работы из дерева, включая многоцветную панель с изображением святого Игнатия Лойола. Восточная стена храма ранее содержала останки Васко де Кироса, пока они не были перевезены в базилику.
Здание имеет большой внутренний двор и "наказанные часы", установленные высоко на башне. Они так называются потому, что не звенят в полдень. Существует легенда, что механизм был привезён из Испании по приказу Карла V, чтобы избавиться от часов, отмечавших «неприятный» час. Также говорят, что молодая женщина погибла, попав под колокол в момент удара двенадцати часов. В XVI веке здание пострадало от пожара и было восстановлено в том виде, в котором существует сегодня. В этом храме и примыкающем к нему монастыре жили и работали иезуиты, приглашённые сюда Васко де Киросой благодаря своей славе в области образования. Примыкающее здание ныне называется Каса де ла Культура (Casa de Cultura).
Капелла дел Умильядеро (Capilla del Humilladero) была построена Васко де Киросой в 1553 году на месте, где последний правитель пурепечей Танганксуан II был вынужден преклонить колени перед испанцами, отчего место и получило своё название — «место унижения». Крест в капелле высечен из одного каменного блока — и тело, и крест. Говорят, что Васко де Кироса заказал его в 1553 году, но работа была закончена лишь в 1628 году.

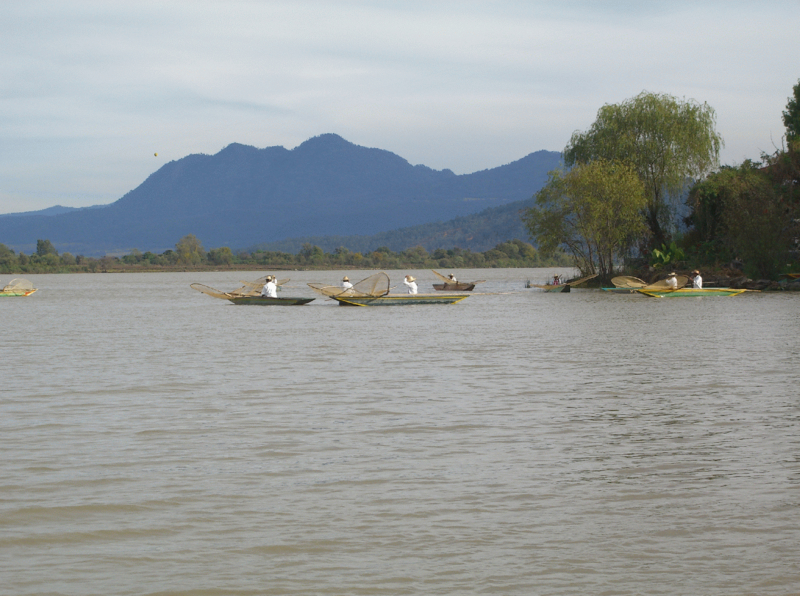
Рыбачьи лодки на озере

## День мёртвых
Пацкуаро и окружающий его озёрный район известны как одно из самых известных мест проведения Дня мёртвых в Мексике. Рынки, ориентированные на этот праздник, можно найти по всему штату Мичоакан, но лучшие изделия представлены именно на главной площади Пацкуаро. Там также проходит одна из крупнейших выставок-конкурсов ремёсел, связанных с праздником.

## Известные люди
- Гонсало Пинеда (род. 1982) — главный тренер футбольного клуба Атланта Юнайтед